# 易倣之
易倣之（1538年—？），字惟效，湖廣黄州府黄冈县人，明朝政治人物。

## 生平
嘉靖四十三年（1564年）甲子科湖廣鄉試第七十九名舉人。隆慶二年（1568年）中式戊辰科會試第三百九十名，三甲第三百零四名進士。授中书舍人，六年十月选授云南道试御史，萬曆元年（1573年）七月奉差清理江西、福建戎伍，三年八月考察以才力不及降广安州判官，改東平州，歷浙江江山知縣、户部郎，管临清鈔关。累官浙江衢州府知府。转四川涪州道，以诏谕杨应龙晋参政。卒祀乡贤。

## 家族
曾祖易學諒；祖父易大堂；父易明幾，母徐氏；繼母林氏。具庆下。